# هروور

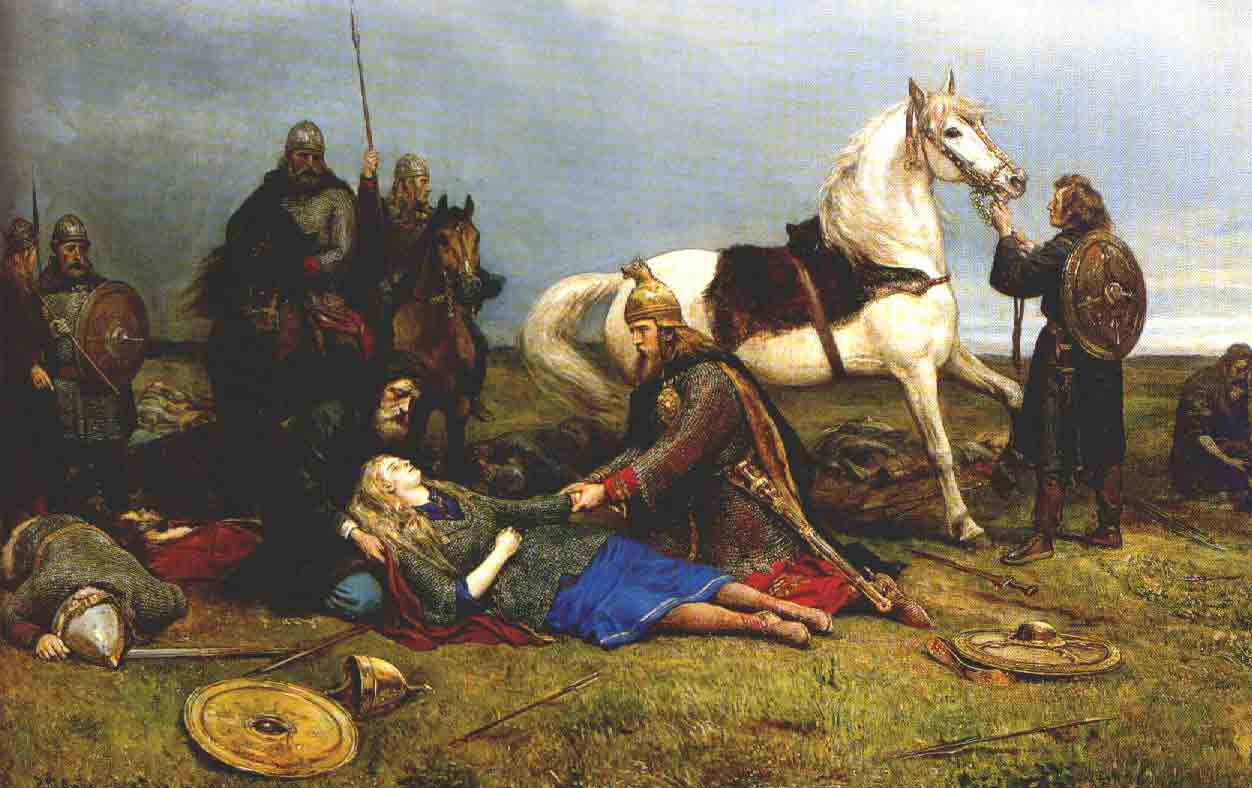
هروور دختر هیذرک در بستر مرگ، نقاشی اثر پیتر نیکولای آربو

هروور عنوان دو شخصیت مؤنث در افسانه‌های چرخه شمشیر جادویی تیرفینگ که در افسانه ی هروار با بخش‌هایی از ادای شاعرانه ارائه شده‌است. اولین هروور دختر جنگجویی برزرکر به نام آنگانتیر که از افسانه ی هروار در قرن سیزدهم آمده، و دومین هروور دختر هیذرک، پسر اولین هروور است.

## هروور دختر آنگانتیر
هروور یک باکره سپر قدرتمند و بی‌باک بود که همانند مردان لباس می‌پوشید و مبارزه می‌کرد. او پس از کشته شدن پدرش در دوئلی (به دست قهرمان سوئدی هالمار) به دنیا آمد و به عنوان یک برده بزرگ شد. هنگامی که از هویت اصلی پدر خود مطلع شد، از جمله این واقعیت که پدرش دارای شمشیری جادویی با نام تیرفینگ بود و هر بار که از غلاف بیرون کشیده می‌شد، حریف را از پای در می‌آورد. تمام کسانی که پدر او را می‌شناختند، این را می‌دانستند که او مردی تشنه به خون و ماشین کشتار بود، از این جهت وقتی هروور به دنیا آمد، همسایه‌های وحشت‌زده او همه و همه پیشنهاد کردند بهترین اقدام ممکن، بردن این کودک به اعماق جنگل و ترک کردن او در آنجاست تا توسط سگ‌های وحشی خورده شود. اما این اتفاق نیفتاد، و هروور دقیقاً همان گونه که مردم نگران بودند بزرگ شد. او دختری بلند قد، قوی، سرسخت و دارای موهایی قرمز مایل به طلایی بود. زمانی که دختران دیگر در روستا مشغول یادگیری بافندگی، رنگ کردن گلدان‌ها و انجام دیگر کارهای خسته‌کننده بودند، هروور به تمرین سوارکاری، تیراندازی و شمشیرزنی می‌پرداخت و به طور معمول پسرهای روستا را کتک زده و برخی مواقع آن‌ها را با چشمانی کبود و استخوان‌هایی شکسته به خانه می‌فرستاد.